# IEEE/OSA Journal of Display Technology
IEEE/OSA Journal of Display Technology is een internationaal, aan collegiale toetsing onderworpen wetenschappelijk tijdschrift op het gebied van de natuurkunde.
Het wordt uitgegeven door het Institute of Electrical and Electronics Engineers.